# ライヒ参議院
座標: 北緯52度30分33秒 東経13度22分53秒 / 北緯52.50917度 東経13.38139度
ライヒ参議院（ライヒさんぎいん、ドイツ語: Reichsrat、ライヒスラート）は、ヴァイマル共和政下のドイツ国に国会（ドイツ語: Reichstag、ライヒスターク）とともに置かれた立法機関である。

## 概要
ライヒ参議院の議員はラント（州政府）により任命され、憲法改正と州の権能に影響を与える立法に参与した。これに対して、国会の議員は直接選挙されていた。それゆえに、ヴァイマル憲法が二院制を採用すると宣言していないにも関わらず、ライヒ参議院は英国における貴族院のような議会上院として機能していた。ライヒ参議院はドイツ帝国における上院として置かれていた連邦参議院の後継機関だった。

## 歴史
前身である連邦参議院は1867年の北ドイツ連邦創設にあわせて設立され、1871年のドイツ帝国成立後も存続した。ビスマルク憲法（ドイツ国憲法）の下で設けられた議会は帝国議会と連邦参議院による二院制であった。帝国議会では男子普通選挙により議員が選出されたが、帝国議会の議案・議決は連邦参議院の同意が必ず求められていた。その連邦参議院は各邦国からの代表により構成されているため、普通選挙といっても外見的な性格が強かった。憲法改正にあたっては、連邦参議院で14票以上の賛成票を必要としていたが、同議会ではプロイセン王国が17票を有しているため、プロイセンの同意を経なければ憲法改正を行うことはできない仕組みになっていた。また、ドイツ皇帝の地位はプロイセン国王に属するものとされ、そのドイツ皇帝が戦争・議会・帝国宰相の人事など広範な権力を有していた。そのため、連邦制を採用しつつも、プロイセンの帝国内における主導権は揺るぎないものであった。
帝政崩壊後に制定されたヴァイマル憲法では帝政時代の領邦が州（ラント）に格下げされ、中央集権が規定された。ライヒ参議院は連邦政府の政策決定に大きな影響を与えることはなかったが、国会が3分の2の多数決で議決した法律への拒否権が発動されない限り、国会の法案を拒否することができた。ヴァイマル憲法はプロイセン自由州の勢力を縮小するため、ライヒ参議院の議員が各州の人口に応じてその州の議会によって任命されることを明示している。しかし、ライヒ参議院の議員は多くの政党の離合集散が頻発する中でも非常に強力な権限を保有しており、事実、ライヒ参議院によって拒否権が行使された法案は法律として成立することはなかった。
アドルフ・ヒトラー率いる国家社会主義ドイツ労働者党（ナチ党）が1933年に政権を握った後、『全権委任法』で国会やライヒ参議院、大統領の権限はそのまま残されることになったが、実際には全権委任法によってヒトラーは憲法に違反する法律の制定や新憲法の制定を含む無制限の権限が与えられ、ヴァイマル憲法による憲法体制は事実上崩壊した。
1934年1月30日の『ライヒ新構成法』第四条には「ライヒ政府は新憲法を制定できる」という条文が制定されている。同法では制度の改廃に当たっては憲法改正手続きが不可欠とされていたライヒ参議院の廃止が決定されており、この規定に基づいて同年2月14日に制定されたライヒ参議院の廃止に関する法律（de）によってライヒ参議院は廃止された。
第二次世界大戦後、ドイツ連邦共和国（西ドイツ）が設立された時、ナチス政権によって廃止されていたライヒ参議院を連邦参議院（Bundesrat）として復活させ、ライヒ参議院時代よりも強力な権限を与えることになった。なお、プロイセン国家は連合国軍占領下の1947年に出された連合国管理理事会の指令によって完全に廃止された。

## 議席の変遷
| 州ごとの表決権数                       | 1919年8月15日 | 1920年5月1日 | 1921年7月14日 | 1926年5月15日 | 1929年4月1日 |
| -------------------------------------- | ------------- | ------------ | ------------- | ------------- | ------------ |
| プロイセン自由州                       | 25            | 22           | 26            | 27            | 26           |
| バイエルン自由州                       | 7             | 7            | 10            | 11            | 11           |
| ザクセン自由州                         | 5             | 5            | 7             | 7             | 7            |
| ヴュルテンベルク自由人民州             | 3             | 3            | 4             | 4             | 4            |
| バーデン共和国                         | 3             | 3            | 3             | 3             | 3            |
| ヘッセン人民州                         | 2             | 2            | 2             | 2             | 2            |
| テューリンゲン州                       | 7             | 2            | 2             | 2             | 2            |
| 自由ハンザ都市ハンブルク               | 1             | 1            | 2             | 2             | 2            |
| メクレンブルク＝シュヴェリーン自由州   | 1             | 1            | 1             | 1             | 1            |
| オルデンブルク自由州                   | 1             | 1            | 1             | 1             | 1            |
| ブラウンシュヴァイク自由州             | 1             | 1            | 1             | 1             | 1            |
| アンハルト自由州                       | 1             | 1            | 1             | 1             | 1            |
| 自由ハンザ都市ブレーメン               | 1             | 1            | 1             | 1             | 1            |
| リッペ自由州                           | 1             | 1            | 1             | 1             | 1            |
| 自由ハンザ都市リューベック             | 1             | 1            | 1             | 1             | 1            |
| メクレンブルク＝シュトレーリッツ自由州 | 1             | 1            | 1             | 1             | 1            |
| ヴァルデック自由州                     | 1             | 1            | 1             | 1             | -            |
| シャウムブルク＝リッペ州               | 1             | 1            | 1             | 1             | 1            |
| 合計                                   | 63            | 55           | 66            | 68            | 66           |